# ТЕС Уран
18°52′54″ пн. ш. 72°58′12″ сх. д. / 18.88167° пн. ш. 72.97000° сх. д.
ТЕС Уран – теплова електростанція на заході Індії у штаті Махараштра. 
У 1978-му в район Мумбаї на газопереробний завод Уран почав надходити видобутий на шельфі ресурс, на основі якого неподалік спорудили теплову електростанцію. В 1982-му на її майданчику ввели в дію чотири газові турбіни потужністю по 60 МВт, що були встановлені на роботу у відкритому циклі. У 1985 – 1986 роках стали до ладу ще чотири газові турбіни потужністю по 108 МВт. 
В 1994-му на основі турбін 5 – 8 створили два енергоефективні парогазові блоки потужністю по 336 МВТ, в кожному з яких дві газові турбіни живлять через відповідну кількість котлів-утилізаторів одну парову турбіну з показником у 120 МВт.
Для охолодження використовується морська вода.
Видача продукції відбувається по ЛЕП, що працюють під напругою 220 кВ.